# Miodrag Latinović
Miodrag Latinović (* 29. August 1970 in Bosanska Gradiška, Jugoslawien) ist ein ehemaliger Fußballspieler aus Bosnien und Herzegowina.

## Karriere
Der 1,87 m große Abwehrspieler spielte für den FK Borac Banja Luka, FK Mačva Šabac und FK Spartak Subotica, bevor er im Sommer 1999 nach Deutschland zum FC Gütersloh wechselte. Von Januar 2000 bis Dezember 2004 spielte er für Eintracht Trier und stieg in dieser Zeit mit dem Verein in die 2. Bundesliga auf. In dieser Spielklasse absolvierte er insgesamt 47 Spiele und erzielte dabei ein Tor. Anfang 2005 wechselte er dann für sechs Monate zum SC Paderborn 07, um sich danach wieder den Moselstädtern anzuschließen. Im März 2007 beendete er dort seine Profikarriere.
Zur Saison 2008/2009 wechselte Latinović zur neu gegründeten SG VfL Trier/Mariahof. Diese spielte in der Kreisliga A Trier-Saarburg. 

## Erfolge
- Aufstieg in die 2. Bundesliga: 2002